# 활성 대사산물
활성 대사산물(Active metabolite) 또는 약리학적 활성 대사산물은 약물이나 환경 화학물질과 같은 생체이물 물질의 생물학적 활성 대사물질이다. 활성 대사산물은 치료 효과뿐만 아니라 유해한 효과도 나타낼 수 있다.

## 약물의 대사물질
활성 대사산물은 약물이 신체에서 변형된 형태로 대사되어 신체에 영향을 미칠 때 발생한다. 일반적으로 이러한 효과는 모약물과 유사하지만 약하지만 여전히 중요할 수 있다(예: 11-히드록시-THC, 모르핀-6-글루쿠로니드 참조). 코데인 및 트라마돌과 같은 특정 약물에는 모약물보다 더 강한 대사산물(각각 모르핀 및 O-데스메틸트라마돌)이 있으며, 이러한 경우 대사산물은 모약물의 치료 작용의 상당 부분을 담당할 수 있다. 그러나 때때로 대사산물이 독성 효과를 일으킬 수 있으므로 환자는 대사산물이 체내에 축적되지 않도록 주의 깊게 모니터링해야 한다. 이는 페티딘(메페리딘) 및 덱스트로프로폭시펜과 같은 일부 잘 알려진 약물의 문제이다.

## 프로드러그
때때로 약물은 체내에서 분해되어 활성 약물을 형성하도록 고안된 비활성 형태로 제제화된다. 이를 프로드러그라고 한다. 이러한 유형의 제제를 사용하는 이유는 약물이 프로드러그 형태로 제조 및 보관 중에 더 안정적이기 때문일 수도 있고, 프로드러그가 신체에 더 잘 흡수되거나 우수한 약물동태학(예: 리스덱스암페타민)을 갖기 때문일 수도 있다.